# Piotr Śliwicki
Piotr Maria Śliwicki (ur. 1962) – polski menedżer, zawodowo związany z sopocką grupą towarzystw ubezpieczeniowych Ergo Hestia.

## Życiorys
Jest absolwentem studiów na Politechnice Gdańskiej i Uniwersytecie Gdańskim. Kształcił się także na Uniwersytecie w Ratyzbonie.
W 1991 został prezesem zarządu powstałego wówczas Sopockiego Towarzystwa Ubezpieczeń Ergo Hestia, na bazie którego powstała grupa Ergo Hestia. Objął też stanowisko prezesa zarządu Sopockiego Towarzystwa Ubezpieczeń na Życie Ergo Hestia. Kierowane przez niego towarzystwo ubezpieczeń stało się jedną z największych firm w tej branży na polskim rynku (drugą na rynku ubezpieczeń majątkowych) i największym przedsiębiorcą ubezpieczeniowym w Polsce powstałym w warunkach gospodarki wolnorynkowej. W 2022 zrezygnował z funkcji prezesa Ergo Hestii.
Został powołany w skład Komitetu Koordynującego Międzynarodowej Konwencji Ubezpieczycieli i Reasekuratorów w Monte Carlo. Wybrany także na prezydenta Polsko-Niemieckiej Izby Przemysłowo-Handlowej. Został członkiem Polskiej Rady Biznesu, kapituły Nagrody im. księdza Józefa Tischnera oraz International Insurance Society z siedzibą w Nowym Jorku.
Był jednym z pomysłodawców konkursu Artystyczna Podróż Hestii. Z jego inicjatywy powstały dwie fundacje: Fundacja ERGO Hestii na rzecz integracji zawodowej osób niepełnosprawnych Integralia oraz Fundacja Artystyczna Podróż Hestii, wspierająca rozwój młodej polskiej sztuki. W 2021 został przewodniczącym kapituły konkursu Literacka Podróż Hestii. Został też współprzewodniczącym jury konkursu rzeźbiarskiego Baltic Horizons.

## Odznaczenia i wyróżnienia
Odznaczony Złotym Krzyżem Zasługi (2000), Krzyżem Oficerskim (2010) i Krzyżem Komandorskim (2021) Orderu Odrodzenia Polski.
Za zbudowanie grupy Ergo Hestia został w 2000 wyróżniony tytułem „Człowieka ubezpieczeń dziesięciolecia”. W 2004 uznany za „Najlepszego prezesa firmy ubezpieczeniowej III RP”. W 2016 podczas VII Insurance Forum odebrał nagrodę specjalną 25-lecia przyznaną za kreowanie rozwoju sektora ubezpieczeniowego. W 2019, za stworzenie od podstaw wicelidera polskiego rynku ubezpieczeń, otrzymał nagrodę European Leadership Awards w kategorii „CEO of The Year”.